# Newcastle United
Der Newcastle United Football Club (auch bekannt als The Magpies und The Toon) ist ein ursprünglich 1881 gegründeter Fußballverein aus Newcastle upon Tyne im Nordosten Englands. Newcastle United wurde in der Vereinshistorie viermal englischer Fußballmeister (1905, 1907, 1909, 1927) und gewann sechsmal den englischen Pokal (1910, 1924, 1932, 1951, 1952, 1955). Größter internationaler Erfolg war 1969 der Gewinn des Messestädte-Pokals. In der Saison 2023/24 spielt der Verein in der Premier League sowie in der UEFA Champions League. Seit 2021 befindet sich der Verein mehrheitlich im Besitz des saudi-arabischen Staatsfonds Public Investment Fund.

## Vereinsgeschichte

### Erste Erfolge
Newcastle United konnte in den ersten Jahren des 20. Jahrhunderts gleich dreimal die Meisterschaft in der Football League First Division gewinnen: 1905, 1907 und 1909. Auch im FA Cup war die Mannschaft in den Jahren vor dem Ersten Weltkrieg sehr erfolgreich. Insgesamt stand sie fünfmal im Finale und konnte 1910 sogar Pokalsieger werden. Der Verein besiegte den FC Barnsley mit 2:0, nachdem das erste Spiel 1:1 ausgegangen war. Während der Saison 1908/1909 erlebte die Mannschaft einen Tiefpunkt, als das Ligaspiel gegen den Lokalrivalen FC Sunderland mit 9:1 verloren ging.
Nach 1910 und 1911 erreichte die Mannschaft auch 1924 das Finale des FA Cups. Es war das zweite Finalspiel, welches im Wembley-Stadion ausgetragen wurde. United siegte hier mit 2:0 gegen Aston Villa. Am Ende der Saison 1926/1927 wurde Newcastle zum bislang letzten Mal englischer Meister. Wichtige Spieler zu dieser Zeit waren der damalige Kapitän der Mannschaft Hughie Gallacher, Neil Harris, Stan Seymour und Frank Hudspeth, der selbst einige Jahre Kapitän bzw. Vizekapitän der Mannschaft war.

### Zwischen Erfolg und Abstieg

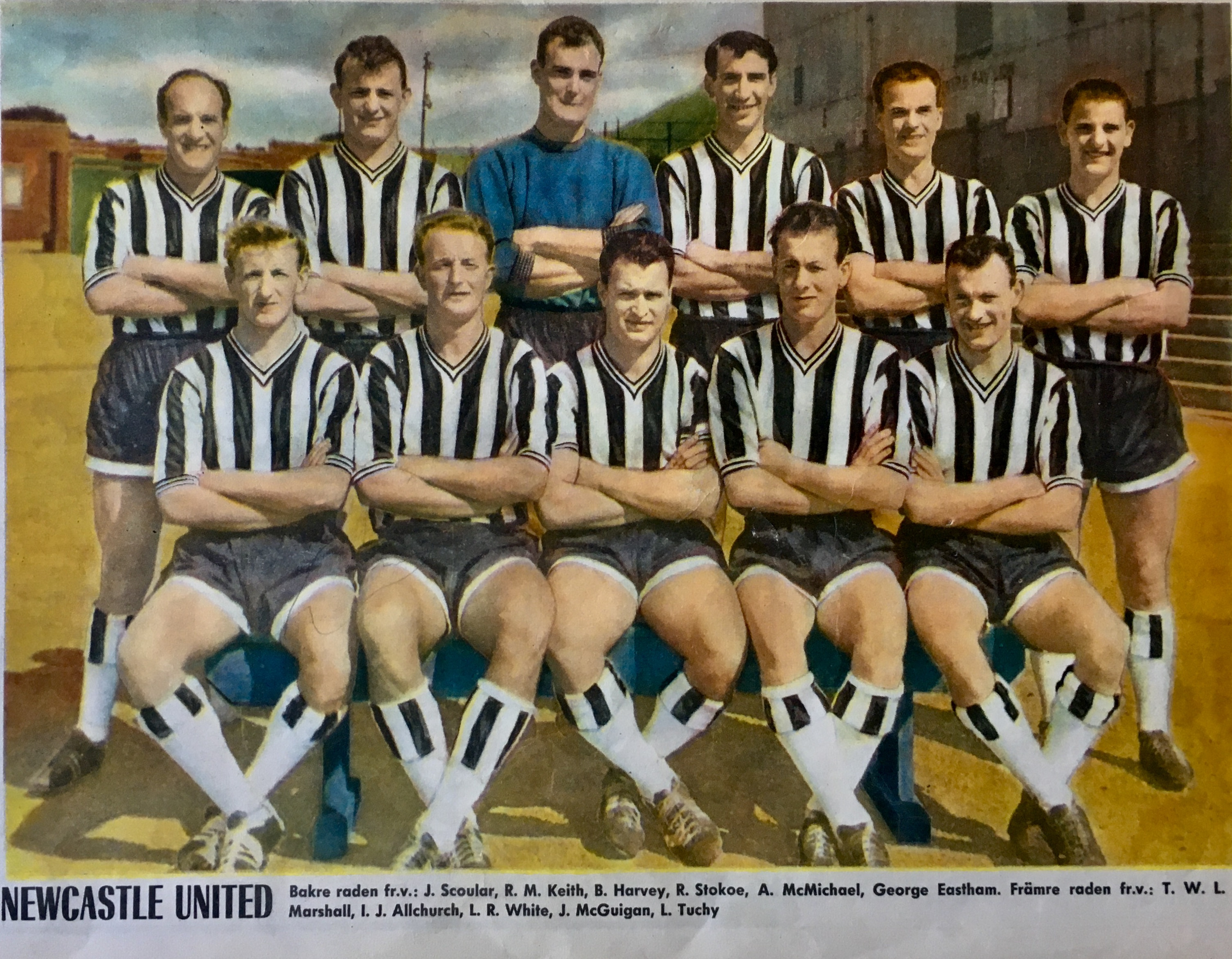
Newcastle United F.C., 1960

Während der 1950er Jahre konnte Newcastle dreimal den FA Cup gewinnen. 1951 wurde der FC Blackpool geschlagen, und ein Jahr später siegte die Mannschaft über den FC Arsenal. Im Finale 1955 wurde Manchester City mit 3:1 besiegt. Newcastle war zu dieser Zeit eine der erfolgreichsten Mannschaften im englischen Fußball. Maßgeblich trugen in dieser Zeit Spieler wie Jackie Milburn und Bobby Mitchell zum Erfolg der Mannschaft bei.
1962 übernahm der ehemalige Kapitän der Mannschaft, Joe Harvey, das Traineramt bei United. Zusammen mit Stan Seymour sollte Newcastle „neues Leben“ eingehaucht werden, da Newcastle zuvor in die Football League Second Division abgestiegen war. 1965 schafften sie den Aufstieg in die höchste Liga des Landes.
1968 qualifizierte sich die Mannschaft zum ersten Mal für einen europäischen Wettbewerb. Beim Messestädte-Pokal 1968/69 schaffte sie es bis ins Finale. Im Hinspiel siegte Newcastle mit 3:0 gegen Újpesti Dózsa SC. Im Rückspiel lag United mit 2:0 zur Halbzeit hinten, konnte aber während der zweiten Halbzeit noch den Endstand von 3:2 perfekt machen. Damit ging der Pokal an Newcastle United. Mit Wyn Davies hatte der Verein auch wieder seit langem einen echten Torjäger.
In den folgenden Jahren baute Harvey ein junges Team auf, welches die Fans begeisterte. Einer der beliebtesten Spieler zu dieser Zeit war Malcolm Macdonald. 1974 und 1976 schaffte es Newcastle ins FA-Cup- bzw. League-Cup-Finale. Es konnte aber den Pokal nicht mit nach Hause nehmen. 1974 und 1975 konnte der Texaco Cup gewonnen werden.
Anfang der 1980er Jahre baute die Mannschaft unheimlich ab und besiegelte dies mit dem Abstieg in die Second Division. Gordon Lee ersetzte Harvey als Trainer in dieser Zeit. Den Weg zum Aufstieg ebnete aber Trainer Arthur Cox. Er implementierte Spieler wie Peter Beardsley, Chris Waddle, Terry McDermott und Paul Gascoigne. Der ehemalige Kapitän der englischen Nationalmannschaft Kevin Keegan kam 1982 zu Newcastle. 1984 klappte der erneute Aufstieg in die First Division, welche Newcastle aber 1989 wieder verlassen musste.

### Kevin-Keegan-Ära
1992 kehrte Kevin Keegan als Trainer zu Newcastle United zurück und ersetzte Osvaldo Ardiles. Der Klub stand auf den Abstiegsrängen der Football League Second Division – der damals zweithöchsten Fußballliga. Der Geschäftsmann Sir John Hall übernahm den Verein als Präsident. Es gelang der Mannschaft, sich doch noch vor dem Abstieg zu retten. In die Folgesaison 1992/1993 startete man erfolgreich: Die ersten elf Spiele konnten gewonnen werden. Am 4. Mai 1993 konnte der Aufstieg in die Premier League perfekt gemacht werden.
Unter Keegan spielte die Mannschaft einen sehr erfolgreichen Angriffsfußball und konnte sich am Ende der Saison 1993/1994 auf dem dritten Platz platzieren. Die Medien bezeichneten sie wegen ihrer Art zu spielen als die „Entertainers“. 1995 wurde Andrew Cole, der zuvor 55 Tore in 70 Spielen für Newcastle erzielt hatte, an Manchester United verkauft. Mit dem damit erzielten Transfergewinn verpflichtete der Klub David Ginola und Les Ferdinand und stand am Ende der Saison 1995/1996 kurz davor, Meister zu werden. In der Folgesaison 1996/1997 verpflichtete Newcastle den aktuellen Torschützenkönig Alan Shearer für 15 Millionen Pfund und erreichte erneut Platz zwei.

### 1999–2021
Als Sir Bobby Robson 1999 das Ruder übernahm, nutzte er den Antrieb der Keegan-Jahre und brachte Newcastle 2002 wieder unter die besten vier Teams der Premier League. Robson wurde in der Saison 2004/05 jedoch nach fünf Spieltagen wegen Erfolglosigkeit entlassen, neuer Trainer wurde Graeme Souness.
Auch er konnte ein Abrutschen in das Mittelfeld der Liga nicht verhindern. Im Februar 2006 wurde Souness wegen des schlechten Saisonverlaufs entlassen. Mit Interimstrainer Glenn Roeder und Spieler-Co-Trainer Alan Shearer hatte sich das Team zum Ende der Saison 2005/06 bis auf Platz 7 hochgearbeitet, der zur Teilnahme im UEFA Intertoto Cup berechtigte: Man qualifizierte sich durch den Sieg gegen Lillestrøm SK für den UEFA-Pokal.
Auf Glenn Roeder folgte Sam Allardyce. Dieser aber konnte nach einem guten Start die Resultate nicht halten und geriet immer weiter in den Tabellensumpf. Bereits nach einem halben Jahr musste er zurücktreten. Auf ihn folgte ein neuer, alter Bekannter namens Kevin Keegan, der jedoch auch nur acht Monate bis zu seinem Rücktritt am 4. September 2008 im Amt blieb. Nach heftigen Fanprotesten im folgenden Spiel gegen Hull City, bei denen 14 Anhänger der Toons verhaftet wurden, gab der Eigentümer Mike Ashley bekannt, den Club verkaufen zu wollen.
Als Interimstrainer wurde am 26. September der ehemalige Wimbledon-Manager Joe Kinnear zunächst bis Ende November verpflichtet. Am 31. März 2009 ersetzte Alan Shearer den gesundheitlich angeschlagenen Joe Kinnear als Trainer. Am Ende der Saison 2008/09 stieg Newcastle United in die Football League Championship, die zweithöchste Liga Englands, ab.
Ein Jahr danach gelang Newcastle am 42. von 46 Spieltagen der direkte Wiederaufstieg in die Premier League. Anfang Februar 2013 standen bei den Magpies elf französische Spieler, darunter fünf aktuelle A-Nationalspieler, unter Vertrag; sechs von ihnen wurden bei Newcastles 3:2-Sieg gegen den FC Chelsea eingesetzt. Dies veranlasste France Football zu einer mehrseitigen Story unter der Überschrift „Bienvenue à Neufchâteau“ („Willkommen in Newcastle“), in der die Stadt augenzwinkernd als „letzte französische Kolonie“ bezeichnet wurde.
Newcastle stieg 2016 unter Trainer Rafael Benítez, der während der Saison gekommen war, in die 2. Liga ab. Im Jahr darauf gelang dem Club als Erstplatziertem der zweiten Liga der Wiederaufstieg.

### Gegenwart (seit 2021)
Im Oktober 2021 genehmigte die Premier League die Übernahme des Vereins durch ein vom saudischen Staatsfonds Public Investment Fund angeführtes Konsortium. Die anderen Beteiligten in dem Konsortium sind RB Sports & Media und PCP Capital Partners (je 10 %). Hinter RB Sports & Media stehen die Brüder David Reuben und Simon Reuben, hinter PCP Capital Partners die britische Unternehmerin Amanda Staveley. Der Kaufpreis lag bei ca. 350 Millionen Euro (ca. 300 Millionen Pfund).
In der ersten Spielzeit unter den neuen Investoren legte Newcastle eine geradezu albtraumhafte erste Saisonhälfte hin. Die Magpies gewannen nur eines von insgesamt 20 Ligaspielen (1:0 gegen den FC Burnley) und waren mit nur neun Punkten weit abgeschlagen im Tabellenkeller gefangen. In dieser Zeit gab es zwei Trainerwechsel. Im Oktober gab man nach einer 2:3-Niederlage gegen Tottenham Hotspur die Trennung von Steve Bruce bekannt. Graeme Jones hatte nach nur drei Spielen ebenfalls keinen Platz mehr im Verein und machte daher für Eddie Howe Platz. Unter ihm dauerte es zwar, bis sich Newcastle wieder aufbaute, aber in der Rückrunde spielten die Magpies enorm stark auf und sicherten sich als Elftplatzierter den Klassenerhalt mehr als souverän.
In der Saison 2022/23 verlor Newcastle in der Hinrunde nur ein einziges Spiel (1:2 gegen den FC Liverpool) und setzte sich so unter den obersten Tabellenrängen fest. In dieser Saison galt der Klub als größte Überraschung in der Liga und gleichzeitig als formstärkste Mannschaft Englands. Newcastle konnte schließlich erstmals seit 21 Jahren mit einem vierten Platz die Teilnahme an der UEFA Champions League sicherstellen und ließ dabei unter anderem den FC Liverpool hinter sich. Mit nur fünf Niederlagen wies Newcastle – zusammen mit Triple-Sieger Manchester City – zudem die wenigsten in dieser Premier-League-Saison auf.
In die Saison 2023/24 startete man mit einem deutlichen 5:1-Sieg über Aston Villa, verlor daraufhin allerdings drei Spiele am Stück. Anschließend fand Newcastle mit einzelnen Aussetzern in die Erfolgsspur zurück und sorgte auch in der Champions League für Aufsehen. Dort wurde man einer relativ schwierigen Gruppe mit Borussia Dortmund, Paris Saint-Germain und der AC Mailand zugelost. Newcastle blieb gegen die Pariser ungeschlagen und gewann dabei das Heimspiel sogar mit 4:1. Jedoch holte man insgesamt nur fünf Punkte und schied damit als Gruppenletzter aus. Im Ligapokal konnte man auch das enorm formstarke Manchester City mit 1:0 bezwingen, verlor jedoch das Viertelfinale gegen den FC Chelsea im Elfmeterschießen. Gegen die Cityzens setzte es nach einer 0:2-Niederlage dafür auch im FA Cup das Aus im Viertelfinale. Newcastle beendete die Spielzeit auf Platz 7, verpasste jedoch den Europapokal, da Manchester United als Achtplatzierter den FA Cup gewonnen hatte.

### Sponsoren
| Zeitraum  | Trikotsponsor       |
| --------- | ------------------- |
| 1980–1986 | Newcastle Brown Ale |
| 1986–1991 | Greenall’s          |
| 1991–2000 | Newcastle Brown Ale |
| 2000–2003 | NTL:Telewest        |
| 2003–2011 | Northern Rock       |
| 2012–2013 | Virgin Money        |
| 2013–2017 | Wonga.com           |
| seit 2017 | fun88               |

Der erste Trikot-Hauptsponsor war von 1980 bis 1986 die Brauerei Newcastle Brown Ale. Ab der Saison 1986/87 warb das Unternehmen Greenall’s für fünf Jahre auf dem Trikot. Danach folgte wieder die Brauerei Newcastle Brown Ale bis zur Saison 1999/2000. Anschließend warb NTL:Telewest für drei Saisons auf dem Trikot. Seit der Saison 2003/04 warb die Bank Northern Rock. Nach der Übernahme von Northern Rock durch Virgin Money ist Virgin Money der Trikot-Hauptsponsor bis zur Saison 2013/14. Seit 2017 wirbt das asiatische Online-Casino Fun88 auf dem Trikot von Newcastle.

## Geschichte des Wappens
Die zwei Seepferde symbolisieren Tynesides starke Bindung mit dem Meer, während die Burg die Normannenherkunft der Stadt symbolisiert. Die Markierungsfahne ist dem Stadtkamm nachempfunden, eine Version des Kreuzes, die dem Kreuz von St. George ähnelt. Der Schild repräsentiert das gestreifte Trikot in den Vereinsfarben Schwarz und Weiß.

## Erfolge
- Englische Meisterschaft (Football League First Division): 4 ×
  - 1905, 1907, 1909, 1927

- Meisterschaften in der zweithöchsten Spielklasse (Football League Second Division, Football League First Division, Football League/EFL Championship): 4 ×
  - 1965, 1993, 2010, 2017

- Englischer Pokal: 6 ×
  - 1910, 1924, 1932, 1951, 1952, 1955

- Englischer Supercup: 1 ×
  - 1909

- EFL Cup: 1 ×
  - 2025

- Messestädte-Pokal: 1 ×
  - 1969

- UEFA Intertoto Cup: 1 ×
  - 2006

- Texaco Cup: 2 ×
  - 1974, 1975

- Englisch-italienischer Pokal: 1 ×
  - 1973

- Kirin Cup: 1 ×
  - 1983

## Europapokalbilanz
| Saison    | Wettbewerb                  | Runde                  | Gegner               | Gesamt           | Hin     | Rück          |
| --------- | --------------------------- | ---------------------- | -------------------- | ---------------- | ------- | ------------- |
| 1968/69   | Messestädte-Pokal           | 1. Runde               | Feijenoord Rotterdam | 4:2              | 4:0 (H) | 0:2 (A)       |
| 1968/69   | Messestädte-Pokal           | 2. Runde               | Sporting Lissabon    | 2:1              | 1:1 (A) | 1:0 (H)       |
| 1968/69   | Messestädte-Pokal           | 3. Runde               | Real Saragossa       | (a)4:4(a)        | 2:3 (A) | 2:1 (H)       |
| 1968/69   | Messestädte-Pokal           | Viertelfinale          | Vitória Setúbal      | 6:4              | 5:1 (H) | 1:3 (A)       |
| 1968/69   | Messestädte-Pokal           | Halbfinale             | Glasgow Rangers      | 2:0              | 0:0 (A) | 2:0 (H)       |
| 1968/69   | Messestädte-Pokal           | Finale                 | Újpesti Dózsa SC     | 6:2              | 3:0 (H) | 3:2 (A)       |
| 1969/70   | Messestädte-Pokal           | 1. Runde               | Dundee United        | 3:1              | 2:1 (A) | 1:0 (H)       |
| 1969/70   | Messestädte-Pokal           | 2. Runde               | FC Porto             | 1:0              | 0:0 (A) | 1:0 (H)       |
| 1969/70   | Messestädte-Pokal           | 3. Runde               | FC Southampton       | (a)1:1(a)        | 0:0 (H) | 1:1 (A)       |
| 1969/70   | Messestädte-Pokal           | Viertelfinale          | RSC Anderlecht       | (a)3:3(a)        | 0:2 (A) | 3:1 (H)       |
| 1970/71   | Messestädte-Pokal           | 1. Runde               | Inter Mailand        | 3:1              | 1:1 (A) | 2:0 (H)       |
| 1970/71   | Messestädte-Pokal           | 2. Runde               | Pécsi Dózsa SC       | 02:2 (2:5 i. E.) | 2:0 (H) | 0:2 n. V. (A) |
| 1977/78   | UEFA-Pokal                  | 1. Runde               | Bohemians Dublin     | 4:0              | 0:0 (A) | 4:0 (H)       |
| 1977/78   | UEFA-Pokal                  | 2. Runde               | SEC Bastia           | 2:5              | 1:2 (A) | 1:3 (H)       |
| 1994/95   | UEFA-Pokal                  | 1. Runde               | Royal Antwerpen      | 10:20            | 5:0 (A) | 5:2 (H)       |
| 1994/95   | UEFA-Pokal                  | 2. Runde               | Athletic Bilbao      | (a)3:3(a)        | 3:2 (H) | 0:1 (A)       |
| 1996/97   | UEFA-Pokal                  | 1. Runde               | Halmstads BK         | 5:2              | 4:0 (H) | 1:2 (A)       |
| 1996/97   | UEFA-Pokal                  | 2. Runde               | Ferencváros Budapest | 6:3              | 2:3 (A) | 4:0 (H)       |
| 1996/97   | UEFA-Pokal                  | 3. Runde               | FC Metz              | 3:1              | 1:1 (A) | 2:0 (H)       |
| 1996/97   | UEFA-Pokal                  | Viertelfinale          | AS Monaco            | 0:4              | 0:1 (H) | 0:3 (A)       |
| 1997/98   | UEFA Champions League       | 2. Qualifikationsrunde | Croatia Zagreb       | 4:3              | 2:1 (H) | 2:2 n. V. (A) |
| 1997/98   | UEFA Champions League       | Gruppenphase           | FC Barcelona         | 3:3              | 3:2 (H) | 0:1 (A)       |
| 1997/98   | UEFA Champions League       | Gruppenphase           | Dynamo Kiew          | 4:2              | 2:2 (A) | 2:0 (H)       |
| 1997/98   | UEFA Champions League       | Gruppenphase           | PSV Eindhoven        | 0:3              | 0:1 (A) | 0:2 (H)       |
| 1998/99   | Europapokal der Pokalsieger | 1. Runde               | FK Partizan Belgrad  | (a)2:2(a)        | 2:1 (H) | 0:1 (A)       |
| 1999/2000 | UEFA-Pokal                  | 1. Runde               | ZSKA Sofia           | 4:2              | 2:0 (A) | 2:2 (H)       |
| 1999/2000 | UEFA-Pokal                  | 2. Runde               | FC Zürich            | 5:2              | 2:1 (A) | 3:1 (H)       |
| 1999/2000 | UEFA-Pokal                  | 3. Runde               | AS Rom               | 0:1              | 0:1 (A) | 0:0 (H)       |
| 2001      | UEFA Intertoto Cup          | 3. Runde               | SC Lokeren           | 5:0              | 4:0 (A) | 1:0 (H)       |
| 2001      | UEFA Intertoto Cup          | Halbfinale             | TSV 1860 München     | 6:3              | 3:2 (A) | 3:1 (H)       |
| 2001      | UEFA Intertoto Cup          | Finale                 | ES Troyes AC         | (a)4:4(a)        | 0:0 (A) | 4:4 (H)       |
| 2002/03   | UEFA Champions League       | 3. Qualifikationsrunde | Željezničar Sarajevo | 5:0              | 1:0 (A) | 4:0 (H)       |
| 2002/03   | UEFA Champions League       | 1. Gruppenphase        | Dynamo Kiew          | 2:3              | 0:2 (A) | 2:1 (H)       |
| 2002/03   | UEFA Champions League       | 1. Gruppenphase        | Feyenoord Rotterdam  | 3:3              | 0:1 (H) | 3:2 (A)       |
| 2002/03   | UEFA Champions League       | 1. Gruppenphase        | Juventus Turin       | 1:2              | 0:2 (A) | 1:0 (H)       |
| 2002/03   | UEFA Champions League       | 2. Gruppenphase        | Inter Mailand        | 3:6              | 1:4 (H) | 2:2 (A)       |
| 2002/03   | UEFA Champions League       | 2. Gruppenphase        | FC Barcelona         | 1:5              | 1:3 (A) | 0:2 (H)       |
| 2002/03   | UEFA Champions League       | 2. Gruppenphase        | Bayer 04 Leverkusen  | 6:2              | 3:1 (A) | 3:1 (H)       |
| 2003/04   | UEFA Champions League       | 3. Qualifikationsrunde | FK Partizan Belgrad  | 1:1 (3:4 i. E.)  | 0:1 (A) | 1:0 n. V. (H) |
| 2003/04   | UEFA-Pokal                  | 1. Runde               | NAC Breda            | 6:0              | 5:0 (H) | 1:0 (A)       |
| 2003/04   | UEFA-Pokal                  | 2. Runde               | FC Basel             | 4:2              | 3:2 (A) | 1:0 (H)       |
| 2003/04   | UEFA-Pokal                  | 3. Runde               | Vålerenga IF         | 4:2              | 1:1 (A) | 3:1 (H)       |
| 2003/04   | UEFA-Pokal                  | Achtelfinale           | RCD Mallorca         | 7:1              | 4:1 (H) | 3:0 (A)       |
| 2003/04   | UEFA-Pokal                  | Viertelfinale          | PSV Eindhoven        | 3:2              | 1:1 (A) | 2:1 (H)       |
| 2003/04   | UEFA-Pokal                  | Halbfinale             | Olympique Marseille  | 0:2              | 0:0 (H) | 0:2 (A)       |
| 2004/05   | UEFA-Pokal                  | 1. Runde               | FC Bnei Sachnin      | 7:1              | 2:0 (H) | 5:1 (A)       |
| 2004/05   | UEFA-Pokal                  | Gruppenphase           | Panionios Athen      | 1:0              | 1:0 (A) |               |
| 2004/05   | UEFA-Pokal                  | Gruppenphase           | Dinamo Tiflis        | 2:0              | 2:0 (H) |               |
| 2004/05   | UEFA-Pokal                  | Gruppenphase           | FC Sochaux           | 4:0              | 4:0 (A) |               |
| 2004/05   | UEFA-Pokal                  | Gruppenphase           | Sporting Lissabon    | 1:1              | 1:1 (H) |               |
| 2004/05   | UEFA-Pokal                  | Sechzehntelfinale      | SC Heerenveen        | 4:2              | 2:1 (A) | 2:1 (H)       |
| 2004/05   | UEFA-Pokal                  | Achtelfinale           | Olympiakos Piräus    | 7:1              | 3:1 (A) | 4:0 (H)       |
| 2004/05   | UEFA-Pokal                  | Viertelfinale          | Sporting Lissabon    | 2:4              | 1:0 (H) | 1:4 (A)       |
| 2005      | UEFA Intertoto Cup          | 3. Runde               | FK ZTS Dubnica       | 5:1              | 3:1 (A) | 2:0 (H)       |
| 2005      | UEFA Intertoto Cup          | Halbfinale             | Deportivo La Coruña  | 2:4              | 1:2 (A) | 1:2 (H)       |
| 2006      | UEFA Intertoto Cup          | 3. Runde               | Lillestrøm SK        | 4:1              | 1:1 (H) | 3:0 (A)       |
| 2006/07   | UEFA-Pokal                  | 2. Qualifikationsrunde | FK Ventspils         | 1:0              | 1:0 (A) | 0:0 (H)       |
| 2006/07   | UEFA-Pokal                  | 1. Runde               | FC Levadia Tallinn   | 3:1              | 1:0 (A) | 2:1 (H)       |
| 2006/07   | UEFA-Pokal                  | Gruppenphase           | Fenerbahçe Istanbul  | 1:0              | 1:0 (H) |               |
| 2006/07   | UEFA-Pokal                  | Gruppenphase           | US Palermo           | 1:0              | 1:0 (A) |               |
| 2006/07   | UEFA-Pokal                  | Gruppenphase           | Celta Vigo           | 2:1              | 2:1 (H) |               |
| 2006/07   | UEFA-Pokal                  | Gruppenphase           | Eintracht Frankfurt  | 0:0              | 0:0 (A) |               |
| 2006/07   | UEFA-Pokal                  | Sechzehntelfinale      | SV Zulte Waregem     | 4:1              | 3:1 (A) | 1:0 (H)       |
| 2006/07   | UEFA-Pokal                  | Achtelfinale           | AZ Alkmaar           | (a)4:4(a)        | 4:2 (H) | 0:2 (A)       |
| 2012/13   | UEFA Europa League          | Play-offs              | Atromitos Athen      | 2:1              | 1:1 (A) | 1:0 (H)       |
| 2012/13   | UEFA Europa League          | Gruppenphase           | Marítimo Funchal     | 1:1              | 0:0 (A) | 1:1 (H)       |
| 2012/13   | UEFA Europa League          | Gruppenphase           | Girondins Bordeaux   | 3:2              | 3:0 (H) | 0:2 (A)       |
| 2012/13   | UEFA Europa League          | Gruppenphase           | FC Brügge            | 3:2              | 1:0 (H) | 2:2 (A)       |
| 2012/13   | UEFA Europa League          | Sechzehntelfinale      | Metalist Charkiw     | 1:0              | 0:0 (H) | 1:0 (A)       |
| 2012/13   | UEFA Europa League          | Achtelfinale           | Anschi Machatschkala | 1:0              | 0:0 (A) | 1:0 (H)       |
| 2012/13   | UEFA Europa League          | Viertelfinale          | Benfica Lissabon     | 2:4              | 1:3 (A) | 1:1 (H)       |
| 2023/24   | UEFA Champions League       | Gruppenphase           | AC Mailand           | 1:2              | 0:0 (A) | 1:2 (H)       |
| 2023/24   | UEFA Champions League       | Gruppenphase           | Paris Saint-Germain  | 5:2              | 4:1 (H) | 1:1 (A)       |
| 2023/24   | UEFA Champions League       | Gruppenphase           | Borussia Dortmund    | 0:3              | 0:1 (H) | 0:2 (A)       |

Legende: (H) – Heimspiel, (A) – Auswärtsspiel, (N) – neutraler Platz, (a) – Auswärtstorregel, (i. E.) – im Elfmeterschießen, (n. V.) – nach Verlängerung
| Wettbewerb                  | Spiele | S  | U  | N  | T+   | T-   |
| --------------------------- | ------ | -- | -- | -- | ---- | ---- |
| UEFA Champions League       | 30     | 12 | 05 | 13 | 39   | 40   |
| Europapokal der Pokalsieger | 02     | 01 | 0  | 01 | 02   | 02   |
| Messepokal                  | 24     | 13 | 06 | 05 | 37   | 21   |
| UEFA-Pokal / Europa League  | 72     | 42 | 17 | 13 | 1230 | 60   |
| UEFA Intertoto Cup          | 12     | 07 | 03 | 02 | 26   | 13   |
| Gesamt                      | 1400   | 75 | 31 | 34 | 2270 | 1360 |

Stand: 13. Dezember 2023

## Kader der Saison 2024/25
Stand: 23. April 2025
| Nr.        | Nat.                     | Name                 | Geburtstag | im Verein seit | Vertrag bis |     |
| Tor        | Tor                      | Tor                  | Tor        | Tor            | Tor         | Tor |
| ---------- | ------------------------ | -------------------- | ---------- | -------------- | ----------- | --- |
| 01         | Slowakei                 | Martin Dúbravka      | 15.01.1989 | 2018           | 2025        |     |
| 19         | Griechenland Deutschland | Odisseas Vlachodimos | 26.04.1994 | 2024           |             |     |
| 22         | England                  | Nick Pope            | 19.04.1992 | 2022           | 2026        |     |
| 26         | England                  | John Ruddy           | 24.10.1986 | 2024           | 2025        |     |
| 29         | England                  | Mark Gillespie       | 27.03.1992 | 2020           | 2025        |     |
| Abwehr     |                          |                      |            |                |             |     |
| 02         | England                  | Kieran Trippier      | 19.09.1990 | 2022           | 2026        |     |
| 04         | Niederlande              | Sven Botman          | 12.01.2000 | 2022           | 2027        |     |
| 05         | Schweiz                  | Fabian Schär         | 20.12.1991 | 2018           | 2026        |     |
| 06         | England Barbados         | Jamaal Lascelles     | 11.11.1993 | 2014           | 2025        |     |
| 12         | Nordirland England       | Jamal Lewis          | 25.01.1998 | 2020           | 2025        |     |
| 13         | England Schottland       | Matt Targett         | 18.09.1995 | 2022           | 2026        |     |
| 17         | Schweden                 | Emil Krafth          | 02.08.1994 | 2019           | 2026        |     |
| 20         | England                  | Lewis Hall           | 08.09.2004 | 2023           |             |     |
| 21         | England Schottland       | Tino Livramento      | 12.11.2002 | 2023           | 2028        |     |
| 33         | England                  | Dan Burn             | 09.05.1992 | 2022           | 2026        |     |
| Mittelfeld |                          |                      |            |                |             |     |
| 07         | Brasilien                | Joelinton            | 14.08.1996 | 2019           | 2028        |     |
| 08         | Italien                  | Sandro Tonali        | 08.05.2000 | 2023           | 2028        |     |
| 23         | England Irland           | Jacob Murphy         | 24.02.1995 | 2017           | 2027        |     |
| 28         | England Montserrat       | Joe Willock          | 20.08.1999 | 2021           | 2027        |     |
| 36         | England                  | Sean Longstaff       | 30.10.1997 | 2019           | 2026        |     |
| 39         | Brasilien Spanien        | Bruno Guimarães      | 16.11.1997 | 2022           | 2028        |     |
| 67         | England                  | Lewis Miley          | 01.05.2006 | 2022           | 2029        |     |
| Sturm      |                          |                      |            |                |             |     |
| 09         | England                  | Callum Wilson        | 27.02.1992 | 2020           | 2025        |     |
| 10         | England                  | Anthony Gordon       | 24.02.2001 | 2023           | 2026        |     |
| 11         | England Schottland       | Harvey Barnes        | 9.12.1997  | 2023           | 2028        |     |
| 14         | Schweden Eritrea         | Alexander Isak       | 21.09.1999 | 2022           | 2028        |     |
| 18         | Danemark England         | William Osula        | 04.08.2003 | 2024           | 2029        |     |
| 38         | Australien Sudsudan      | Garang Kuol          | 15.09.2004 | 2023           | 2026        |     |

## Ehemalige Spieler

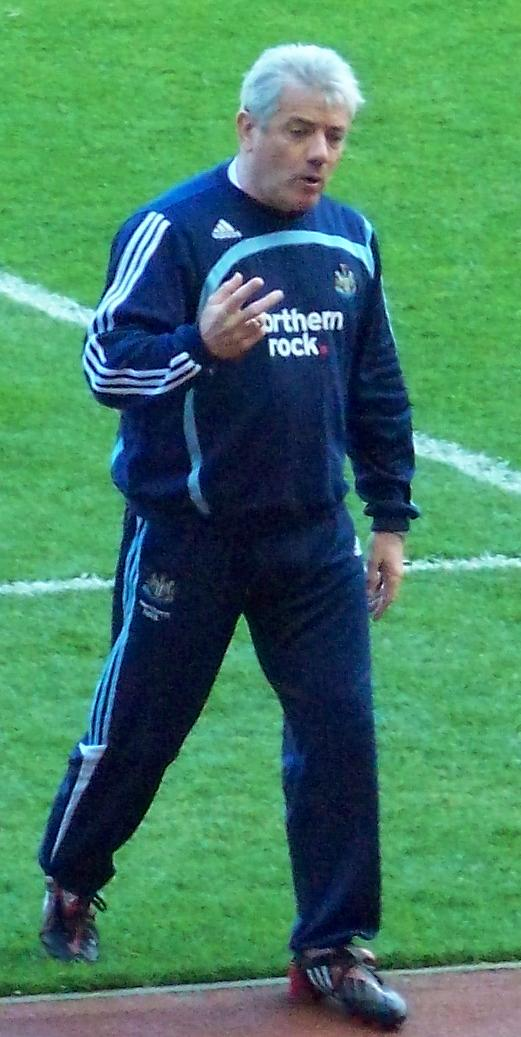
Kevin Keegan erreichte 1984 mit Newcastle United die Rückkehr in die First Division

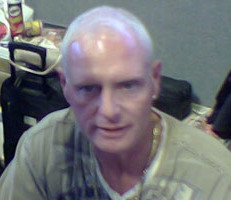
Paul Gascoigne startete 1984 seine Spielerlaufbahn in Newcastle

- Andy Aitken (1895–1906)
- Jack Carr (1897–1912)
- Jock Rutherford (1902–1913)
- Jimmy Lawrence (1904–1921)
- Hughie Gallacher (1925–1930)
- William Chalmers (1928–1931)
- Jesse Carver (1936–1939)
- Jackie Milburn (1943–1957)
- George Robledo (1949–1953)
- Len White (1953–1962)
- Frank Clark (1962–1975)
- Bobby Moncur (1962–1974)
- Malcolm Macdonald (1971–1976)
- Alan Kennedy (1972–1978)
- Terry McDermott (1973–1974, 1982–1984)
- Peter Withe (1978–1980)
- Chris Waddle (1980–1985)
- Kevin Keegan (1982–1984)
- David McCreery (1982–1989)
- Peter Beardsley (1983–1987, 1993–1997)
- Paul Gascoigne (1984–1988)
- Glenn Roeder (1984–1989)
- Steve Howey (1989–2000)
- Roy Aitken (1990–1991)
- Pavel Srníček (1991–1998, 2006–2007)
- Barry Venison (1992–1995)
- Rob Lee (1992–2002)
- Andy Cole (1993–1995)
- Philippe Albert (1994–1999)
- David Ginola (1995–1997)
- Les Ferdinand (1995–1997)
- Keith Gillespie (1995–1998)
- Faustino Asprilla (1996–1998)
- David Batty (1996–1998)
- Alan Shearer (1996–2006)
- Stuart Pearce (1997–1999)
- Shay Given (1997–2009)
- Dietmar Hamann (1998–1999)
- Nikos Dabizas (1998–2004)
- Gary Speed (1998–2004)
- Nolberto Solano (1998–2004, 2005–2007)
- Kieron Dyer (1999–2007)
- Craig Bellamy (2001–2005)
- Laurent Robert (2001–2006)
- Jermaine Jenas (2002–2005)
- Patrick Kluivert (2004–2005)
- James Milner (2004–2008)
- Charles N’Zogbia (2004–2009)
- Emre Belözoğlu (2005–2008)
- Michael Owen (2005–2009)
- Obafemi Martins (2006–2009)
- Andy Carroll (2006–2011)
- José Enrique Sánchez (2007–2011)
- Kevin Nolan (2009–2011)
- Demba Ba (2010–2012)
- Yohan Cabaye (2011–2014)
- Santiago Munez (2004–2007)
- Allan Saint-Maximin (2019–2023)

## Trainerchronik
Eine chronologische Übersicht über alle Trainer des Vereins seit Gründung.
| Amtszeit  | Trainer          |
| --------- | ---------------- |
| 1895–1929 | Frank Watt       |
| 1930–1935 | Andy Cunningham  |
| 1935–1939 | Tom Mather       |
| 1939–1947 | Stan Seymour     |
| 1947–1950 | George Martin    |
| 1950–1954 | Stan Seymour     |
| 1954–1956 | Doug Livingstone |
| 1956–1958 | Stan Seymour     |
| 1958–1961 | Charlie Mitten   |
| 1961–1962 | Norman Smith     |
| 1962–1975 | Joe Harvey       |
| 1975–1977 | Gordon Lee       |
| 1977      | Richard Dinnis   |

| Amtszeit  | Trainer          |
| --------- | ---------------- |
| 1977–1980 | Bill McGarry     |
| 1980–1984 | Arthur Cox       |
| 1984      | Jack Charlton    |
| 1985–1988 | Willie McFaul    |
| 1988–1991 | Jim Smith        |
| 1991–1992 | Osvaldo Ardiles  |
| 1992–1997 | Kevin Keegan     |
| 1997–1998 | Kenny Dalglish   |
| 1998–1999 | Ruud Gullit      |
| 1999–2004 | Sir Bobby Robson |
| 2004–2006 | Graeme Souness   |
| 2006–2007 | Glenn Roeder     |
| 2007–2008 | Sam Allardyce    |

| Amtszeit  | Trainer        |
| --------- | -------------- |
| 2008      | Nigel Pearson  |
| 2008      | Kevin Keegan   |
| 2008–2009 | Joe Kinnear    |
| 2009      | Alan Shearer   |
| 2009–2010 | Chris Hughton  |
| 2010–2014 | Alan Pardew    |
| 2015      | John Carver    |
| 2015–2016 | Steve McClaren |
| 2016–2019 | Rafael Benítez |
| 2019–2021 | Steve Bruce    |
| seit 2021 | Eddie Howe     |

## Frauenfußball und Jugend

### Newcastle United W.F.C.
Der Newcastle United W.F.C. ist ein englischer Frauenfußballverein und spielt in der FA Women’s Premier League.
Die Mannschaft wurde 1989 gegründet und konnte bislang keinen nennenswerten Titel erringen. Seine Heimspiele trägt der Verein im Sport Northumbria auf dem Campus der Northumbria University in Benton, Newcastle upon Tyne, aus.

### Newcastle United F.C. Reserves and Academy
Die Reservemannschaft und die einzelnen Jugendabteilungen werden bei United unter Newcastle United F.C. Reserves and Academy geführt.
Die Reserve spielt in der Premier Reserve League North und wird von dem ehemaligen Newcastle-Profi Peter Beardsley betreut. Die Mannschaft trägt ihre Spiele im Whitley Park oder im St. James’ Stadium aus.
Die U-18-Mannschaft des Vereins, Newcastle United F.C. Academy, spielt in der Premier Academy League.